# Ernst Wagner-Hohenlobbese
Ernst Adolf Albert Ferdinand Wagner-Hohenlobbese (ur. 15 stycznia 1866 w Hohenlobbese w gminie Görzke, zm. 29 marca 1935 w Görlitz) – niemiecki strzelec, olimpijczyk.
Wagner-Hohenlobbese wystąpił na Letnich Igrzyskach Olimpijskich 1908 w jednej konkurencji – karabinie dowolnym z 1000 jardów. Wśród zawodników sklasyfikowanych zajął ostatnie 49. miejsce (wyprzedził jedynie niesklasyfikowanego Norwega Oliviusa Skymoena). Jest pierwszym niemieckim strzelcem, który wystartował na igrzyskach olimpijskich.
Z zawodu był lekarzem ginekologiem w Dreźnie, autor pracy pt. Ein Fall von Anus vestibularis: nebst kritischen Bemerkungen über Anus vaginalis (1898).

## Wyniki

### Igrzyska olimpijskie
| Igrzyska    | Konkurencja                  | Wynik   | Miejsce | Źródło |
| ----------- | ---------------------------- | ------- | ------- | ------ |
| Londyn 1908 | Karabin dowolny, 1000 jardów | 12 pkt. | 49      | [ 2 ]  |